# Claus Noé
Claus Noé (* 8. April 1938 in Mannheim; † 2. März 2008 in Berlin) war ein deutscher Volkswirt und politischer Beamter. 1998/1999 war er Staatssekretär im Bundesministerium der Finanzen.

## Leben
Claus Noé wurde im April 1938 in Mannheim geboren, wo er 1958 auch sein Abitur machte. Er studierte von 1959 bis 1963 Ökonomie, Staats- und Völkerrecht, Geschichte, Germanistik und Politische Wissenschaften in Mannheim und Heidelberg, wo er 1967 zum Dr. phil. promoviert wurde. 1967 berief ihn Helmut Schmidt, 1967 bis 1969 Vorsitzender der SPD-Bundestagsfraktion, als Pressesprecher für Wirtschafts- und Finanzpolitik in die Pressestelle der SPD-Bundestagsfraktion.  Nach der Bundestagswahl 1969 trat er unter Karl Schiller in das Bundeswirtschaftsministerium ein, wo er bis 1987 als Unterabteilungsleiter (Ministerialdirigent) für Strukturpolitik, Verkehrs- und Agrarpolitik zuständig war. Von 1987 bis 1994 war er Staatsrat in der Behörde für Wirtschaft des Hamburger Senats unter den Senatoren Rahlfs, Krupp und Rittershaus. Danach war er als ökonomischer Berater und wirtschaftspolitischer Kolumnist u. a. bei der Wochenzeitung Die Zeit tätig. Bald nach dem rot-grünen Wahlsieg am 27. Oktober 1998 wurden Heiner Flassbeck und er von Oskar Lafontaine als Staatssekretäre in das Bundesfinanzministerium berufen. Diesen Posten musste er aber bald nach Lafontaines Rücktritt wegen abweichender wirtschafts- und finanzpolitischer Auffassungen unter Minister Hans Eichel am 11. März 1999 wieder räumen. Noé war zuletzt u. a. als freier Berater der Bundestagsfraktion der Partei Die Linke tätig. Er starb im März 2008 kurz vor seinem 70. Geburtstag nach langer, schwerer Krankheit in einem Berliner Krankenhaus.

## Leistungen
Claus Noé war wie sein Staatssekretärskollege Heiner Flassbeck Befürworter einer nachfrageorientierten Finanz- und Steuerpolitik. In seiner Zeit als Staatssekretär wollte er eine wirtschafts- und finanzpolitische Wende hin zu einer antizyklischen Ausgabenpolitik erreichen. Zusammen mit Heiner Flassbeck beriet er Lafontaine bei dessen Plan, zusammen mit dem damaligen französischen Finanzminister Dominique Strauss-Kahn (Kabinett Jospin) eine keynesianische Finanz- und Währungspolitik auf europäischer Ebene zu etablieren.

## Auszeichnungen
- 1987: Bundesverdienstkreuz (I. Klasse)

## Werke (Auswahl)
- Gebändigter Klassenkampf – Tarifautonomie in Deutschland, der Konflikt zwischen Gesamtmetall und IG Metall vom Frühjahr 1963. Duncker & Humblot, Berlin 1970. Zugleich: Heidelberg, Univ., Dissertation, 1963 u.d.T. Tarifautonomie in der Bundesrepublik Deutschland
- Mark für Markt, Mark für Macht – Die Republik hat sich übernommen. Vorwort Helmut Schmidt. Bouvier, Bonn 1991.
- Für eine Renaissance der Makropolitik. In: 25 Jahre Stabilitätsgesetz : Überlegungen zu einer zeitgerechten Ausgestaltung der Stabilitäts- und Wachstumspolitik (1992, Tagungsband)
- Neuer Keynesianismus. von Ulrich Busch u. a. Berliner Debatte, Berlin 2006.
- Politik auf Sparflamme – Die Verantwortung des Staates für die deutsche Wirtschaftskrise. Hugendubel, Kreuzlingen 2003.